# Viaje por la cresta del mundo
Viaje por la cresta del mundo es el cuarto disco oficial de Congreso, editado en 1981, bajo etiqueta EMI Odeón.
Con una formación nueva, el grupo comienza a desarrollar el sonido de Fusión Progresiva que lo caracterizó en esos años.

## Historia
Luego de casi un año de receso, y con la partida de Francisco Sazo, Renato Vivaldi y Arturo Riesco, los hermanos González logran rearmar el grupo a mediados de 1980. 
Trabajando como Sidemen del pianista Raúl di Blasio, conocen a Ricardo Vivanco, gran percusionista, y a un joven chileno-brasileño llamado Joe Vasconcellos, que meses antes había llegado a Chile, procedente de Italia, donde su padre ejercía como diplomático. Sergio "Tilo" González, entabla una amistad con Joe, y lo invita a participar en Congreso, a lo que Joe acepta inmediatamente.
Luego se une Ernesto Holman en Bajo Fretless, un viejo amigo de "Tilo" en la universidad; Ricardo Vivanco en Percusión y Marimba, también compañero de universidad de "Tilo" y Aníbal Correa, pianista argentino, radicado en Viña del Mar.
Así, el grupo comienza a crear un nuevo sonido, bajo la dirección de Tilo González, que se esquematiza en "Fusión Latinoamericana". Como dato anecdótico, Congreso para costear las horas de estudio, debe transar con la EMI, y grabar un disco de música tropical, con el nombre de "Los Farreros". 
En 1981, el grupo lanza Viaje por la cresta del Mundo, obteniendo muy buenas críticas, y logrando su primer gran éxito con la canción «Hijo del sol luminoso», de Joe Vasconcellos.

## Música y lírica
Congreso sorprende con una nueva sonoridad, muy comparable con Weather Report, en dónde los instrumentos acústicos tienen una gran predominancia.
Los nuevos timbres que adquiere la banda, como el Bajo Fretless, el Piano, la Marimba y las percusiones afroamericanas, le dan un sonido que logra atmósferas muy bien logradas, como se puede oír a lo largo del disco, principalmente en temas como "Nuevo Intento", "El Descarril", "Undosla", "Viaje por la Cresta del Mundo" y "La Tierra Hueca".
Joe Vasconcellos hace un muy buen trabajo como letrista, pues la temática que aborda se relaciona con el cosmos y la cultura indígena.

## Lista de canciones
| N.º | Canción                                                        |
| --- | -------------------------------------------------------------- |
| 1.  | "Hijo del Sol Luminoso. (Joe Vasconcellos)"                    |
| 2.  | "Nuevo intento. (Sergio "Tilo" González, Joe Vasconcellos)"    |
| 3.  | "El descarril. (Sergio "Tilo" González)"                       |
| 4.  | "Undosla. (Sergio "Tilo" González])"                           |
| 5.  | "Hijo del diluvio. (Joe Vasconcellos, Sergio "Tilo" González)" |
| 6.  | "Viaje por la cresta del mundo. (Sergio "Tilo" González)"      |
| 7.  | "El último vuelo del alma. Sergio "Tilo" González"             |
| 8.  | "La tierra hueca. Sergio "Tilo" González"                      |

## Integrantes
- Joe Vasconcellos: voz, cueros, percusión indígena, trutruka, tarkas, zampoña.
- Hugo Pirovic: flauta traversa, dulce, melódica, tarka, voz.
- Ricardo Vivanco: marimba, percusión.
- Aníbal Correa: piano acústico.
- Ernesto Holman: bajo fretless.
- Fernando González: guitarra eléctrica.
- Patricio González: violoncelo, charango, guitarra acústica, bajo acústico.
- Sergio "Tilo" González: composición, batería, percusión.

- Datos: Q5661282